# Гептасульфид пентадиспрозия
Гептасульфид пентадиспрозия — бинарное неорганическое соединение
диспрозия и серы
с формулой Dy5S7,
кристаллы.

## Получение
- Нагревание стехиометрических количеств чистых веществ в инертной атмосфере:

{\displaystyle {\mathsf {5Dy+7S\ {\xrightarrow {1850^{o}C}}\ Dy_{5}S_{7}}}}

## Физические свойства
Гептасульфид пентадиспрозия образует кристаллы
моноклинной сингонии, пространственная группа C 2/m, параметры ячейки a = 1,2785 нм, b = 0,3813 нм, c = 1,1565 нм, β = 104,85°, Z = 2,
структура типа гептасульфида пентаиттрия Y5S7
.
Соединение конгруэнтно плавится при температуре 1850°C  (1840°C ).